# Antonio Mingote
Ángel Antonio Mingote Barrachina (Sitges, 17 de enero de 1919-Madrid, 3 de abril de 2012) fue un dibujante, escritor y periodista español, miembro de la Real Academia Española. Obtuvo el título nobiliario de primer marqués de Daroca.

## Biografía
Nació en la localidad barcelonesa de Sitges en el 17 de enero de 1919, hijo de Ángel Mingote Lorente (1891-1961), músico y natural de Daroca, Zaragoza, y Carmen Barrachina, escritora, natural de Batea (Tarragona), hija del pedagogo y periodista carlista Esteban Barrachina Benages. Fue el primero de los dos hijos del matrimonio. Su hermana, María de las Mercedes Mingote Barrachina, falleció en 2006. Se aficionó a la lectura desde muy joven, aprendiendo a dibujar de manera autodidacta. Su infancia la pasó entre Daroca, Calatayud y Teruel. En esta última ciudad estudió con los Hermanos de las Escuelas Cristianas y en el Instituto. Fue discípulo aventajado del pintor Ángel Novella. 
A los diecisiete años de edad, al estallar la guerra civil española, se alistó en el Requeté y combatió en el bando sublevado. Fue uno de los primeros soldados nacionales en entrar en Barcelona. Tras la guerra, entró en la Academia de Transformación de Infantería en Guadalajara, donde comenzó a dibujar en una revista extraoficial que se distribuía en la Academia y que se llamaba La Cabra. Estudió Filosofía y Letras en la Universidad de Zaragoza, pero no terminó la carrera. Fijó su residencia en Madrid, donde trabó amistad con Rafael Azcona y con Carlos Clarimón.

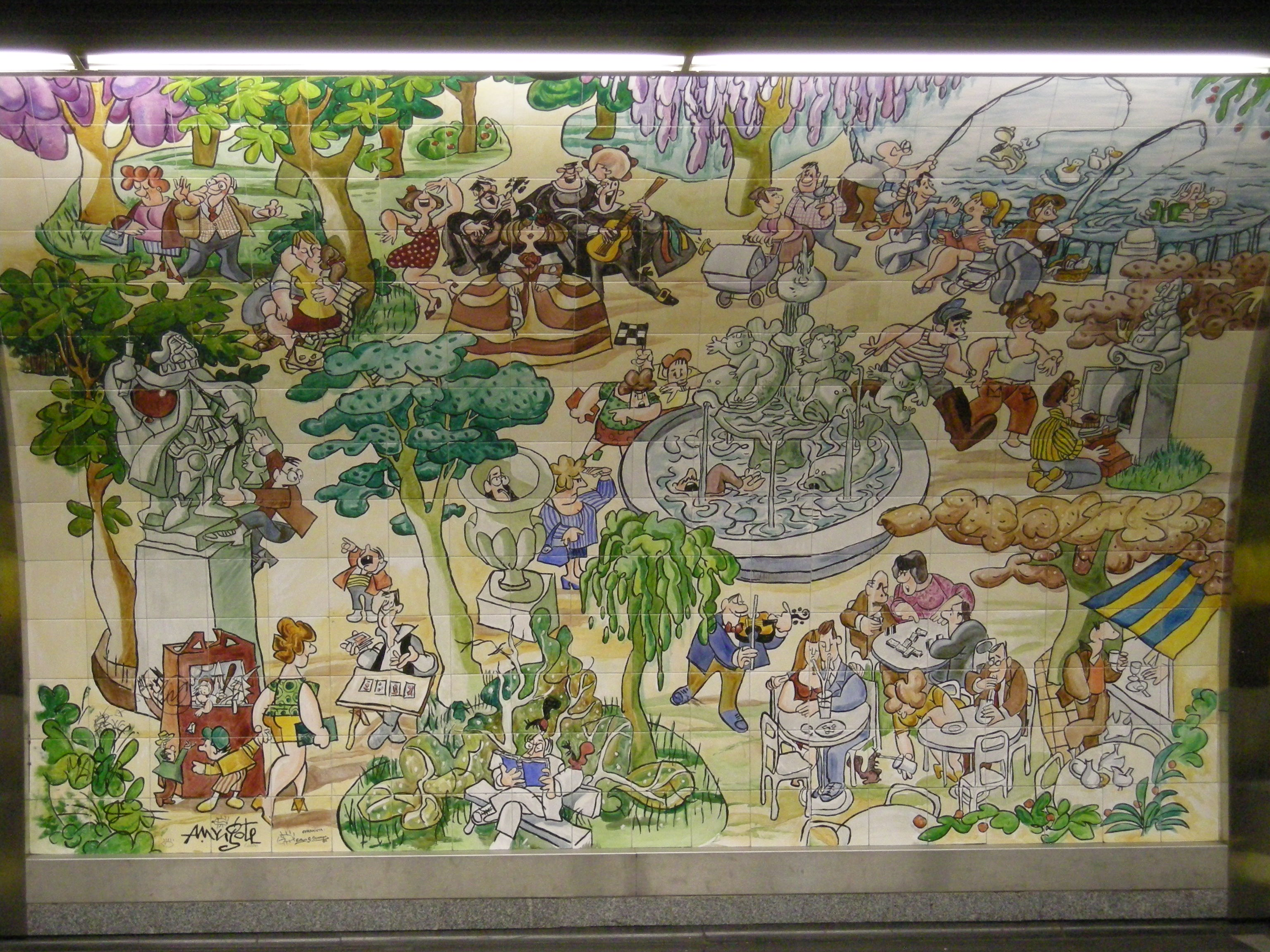
Mural dibujado por Mingote en 1987 en la estación del Metro de Madrid de Retiro.

Inició su carrera como humorista gráfico en la revista La Codorniz en 1946 de la mano de su director, Álvaro de Laiglesia. En 1948 publicó su primera novela, Las palmeras de cartón, y el 19 de junio de 1953 comenzó una colaboración con el diario ABC, que continuó hasta su muerte. Dos años después, en 1955, le encomendaron la dirección de la revista humorística Don José —perteneciente al diario España de Tánger—, en la que empezaron a publicar escritores y dibujantes hoy eminentes, y la dirigió en sus cien primeros números. A lo largo de su carrera también colaboraría en otras publicaciones como Moncayo, Reconquista o Revista Española de Defensa.
En 1974 escribió para el teatro El oso y el madrileño, una revista musical de Mario Clavel. Al año siguiente, 1975, escribió el guion de la serie de éxito de televisión Este señor de negro, dirigida por Antonio Mercero e interpretada por José Luis López Vázquez. Escribió guiones para cine, en colaboración con José Luis Dibildos, como los de las películas Soltera y madre en la vida, Pierna creciente, falda menguante, Hasta que el matrimonio nos separe o su sátira política Vota a Gundisalvo. Posteriormente, escribió su segunda novela, Adelita en su desván. Además, entre 1993 y 1995 participó en el programa de televisión Este país necesita un repaso, de Telecinco, que dirigía José Luis Coll.
En 1967 Prensa Española instituyó un premio que lleva el nombre de Mingote, que le concedió en su primera edición y que reconoce los trabajos de humor y periodismo gráfico. Hoy, el «Premio Mingote» es uno de los más prestigiosos, junto con el «Mariano de Cavia» y el «Luca de Tena». La obra más elocuente y filosófica de Mingote, Hombre solo, apareció en 1970. Unos años después publicó Hombre atónito, donde se sorprende por los incomprensibles registros del comportamiento humano.

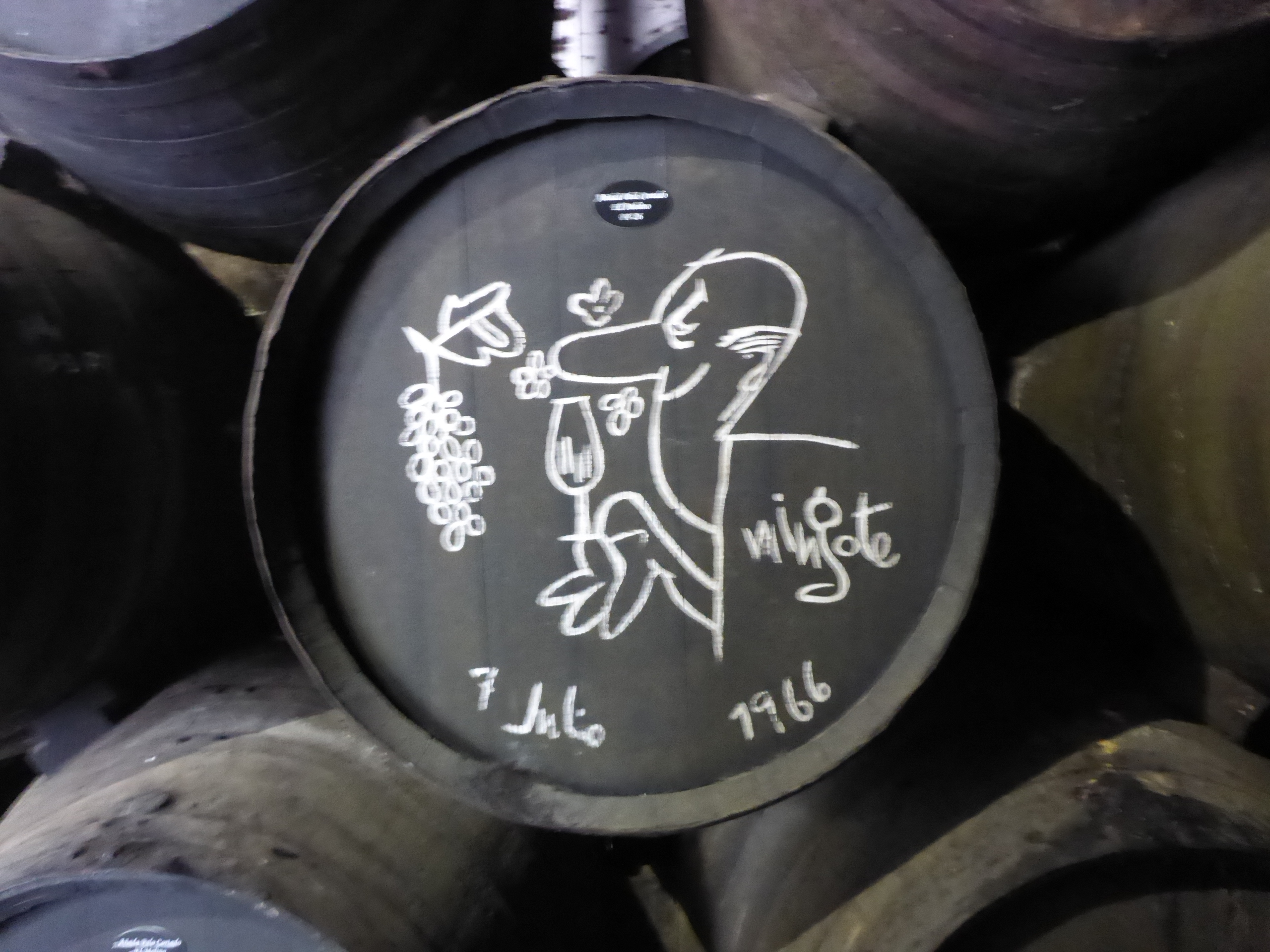
Dedicatoria en un barril de Jerez

En 1987 fue nombrado miembro de la Real Academia Española y pasó a ocupar el sillón «r». Su discurso de ingreso, leído en 1988, versó sobre «La transición del humor de Madrid Cómico al de La Codorniz». El 24 de mayo de 1996 recibió la Medalla de Oro al Mérito en el Trabajo, junto a nombres famosos, como el escritor Camilo José Cela y el poeta Rafael Alberti. El 15 de diciembre de 2005 fue nombrado doctor honoris causa por la Universidad de Alcalá de Henares y el 26 de enero de 2007 por la Universidad Rey Juan Carlos. El 2 de diciembre de 2011 le fue concedido el título de marqués de Daroca por el rey Juan Carlos I. Mingote ha gozado de prestigio internacional y sus chistes han sido reproducidos y traducidos en la prensa extranjera como en The New York Times, The Times Wednesday y The Daily Telegraph.
El 3 de abril de 2012 falleció en Madrid a los noventa y tres años de edad a causa de un cáncer hepático. Fue incinerado el 4 de abril, en el madrileño cementerio de La Almudena, en una ceremonia privada.
Su viuda, Isabel Vigiola, mantuvo su legado y cuidó de la obra de su marido, participando en diversas exposiciones y actos homenaje en su memoria, hasta su fallecimiento el 28 de mayo de 2022.

## Obras
- El conde Sisebuto
- Historia de la gente
- Historia de Madrid
- Historia del traje
- Hombre solo
- Hombre atónito
- Historia del mus
- Las palmeras de cartón

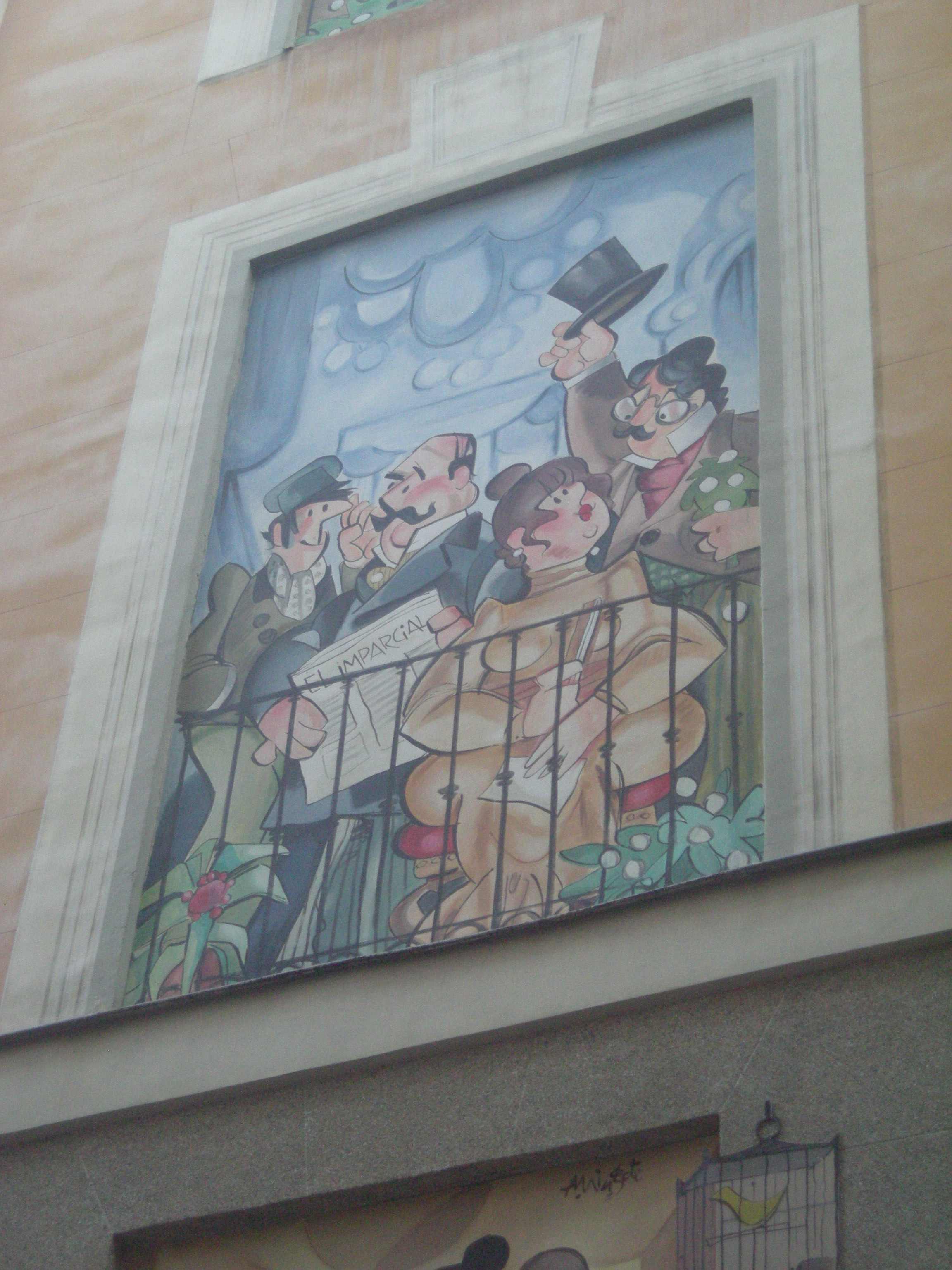
Mural de Antonio Mingote en la calle de la Sal, en el centro de Madrid.

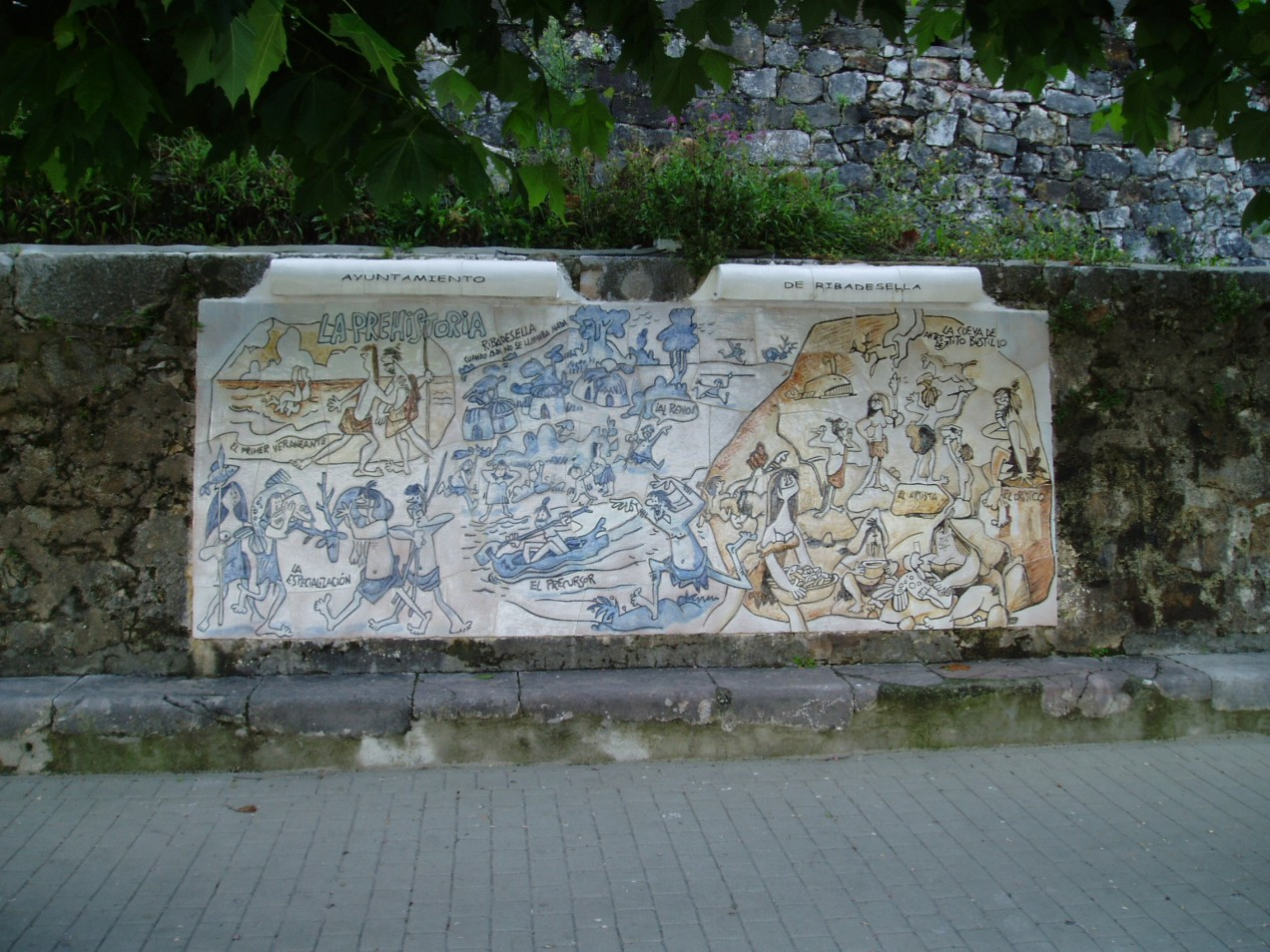
Panel de la Prehistoria, en la Ruta del puerto de Ribadesella.

- Patriotas adosados, Ediciones B, Barcelona, 2001. ISBN 8466605274
- Mi primer Quijote, Planeta, Barcelona, 2005. ISBN 9788408059189
- Pequeño planeta, Pepitas de Calabaza, Logroño, 2013. Prólogo de Rafael Azcona y nota biográfica de Antonio Astorga ISBN 978-84-15-86200-0
- Mingote reservado, Edaf, Madrid, 2014. ISBN 9788441434295
- Mingote, Amaníaco - Gaboche, Barcelona, 2015. ISBN 9788494242663
- El arte de Mingote, Evolution Panini Comics, Torroella de Montgrí, 2019. ISBN 9788491679165

### Cine
Antonio Mingote fue el director artístico de la película de animación española Puerta del tiempo, producida por la Escuela de Artes Audiovisuales y Animatoons y dirigida por Pedro E. Delgado. Fue nominada como mejor película de animación en los Premios Goya de 2004.

## Premios y distinciones

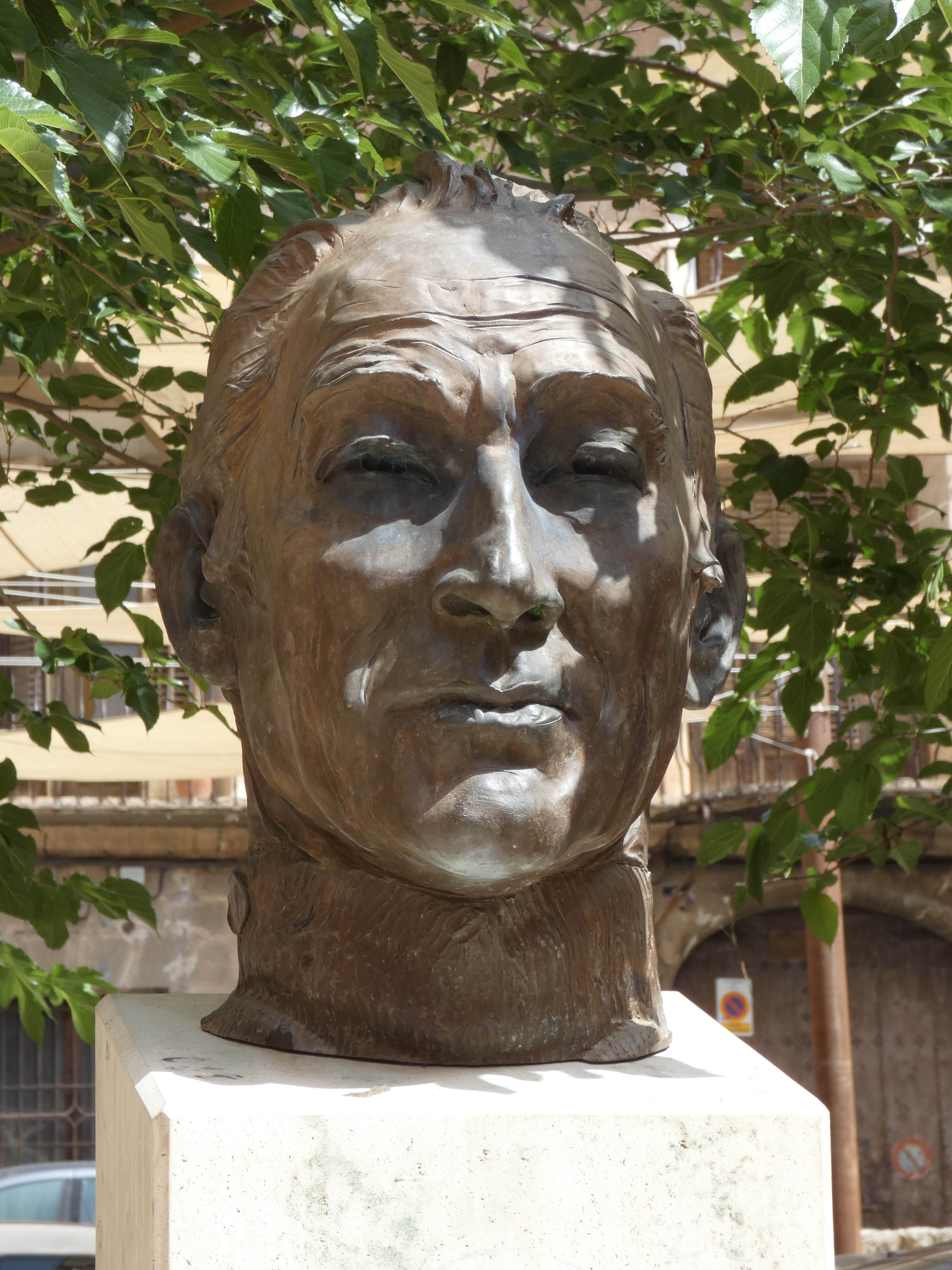
Busto de Mingote por Víctor Ochoa en Daroca, inaugurado en 2013.

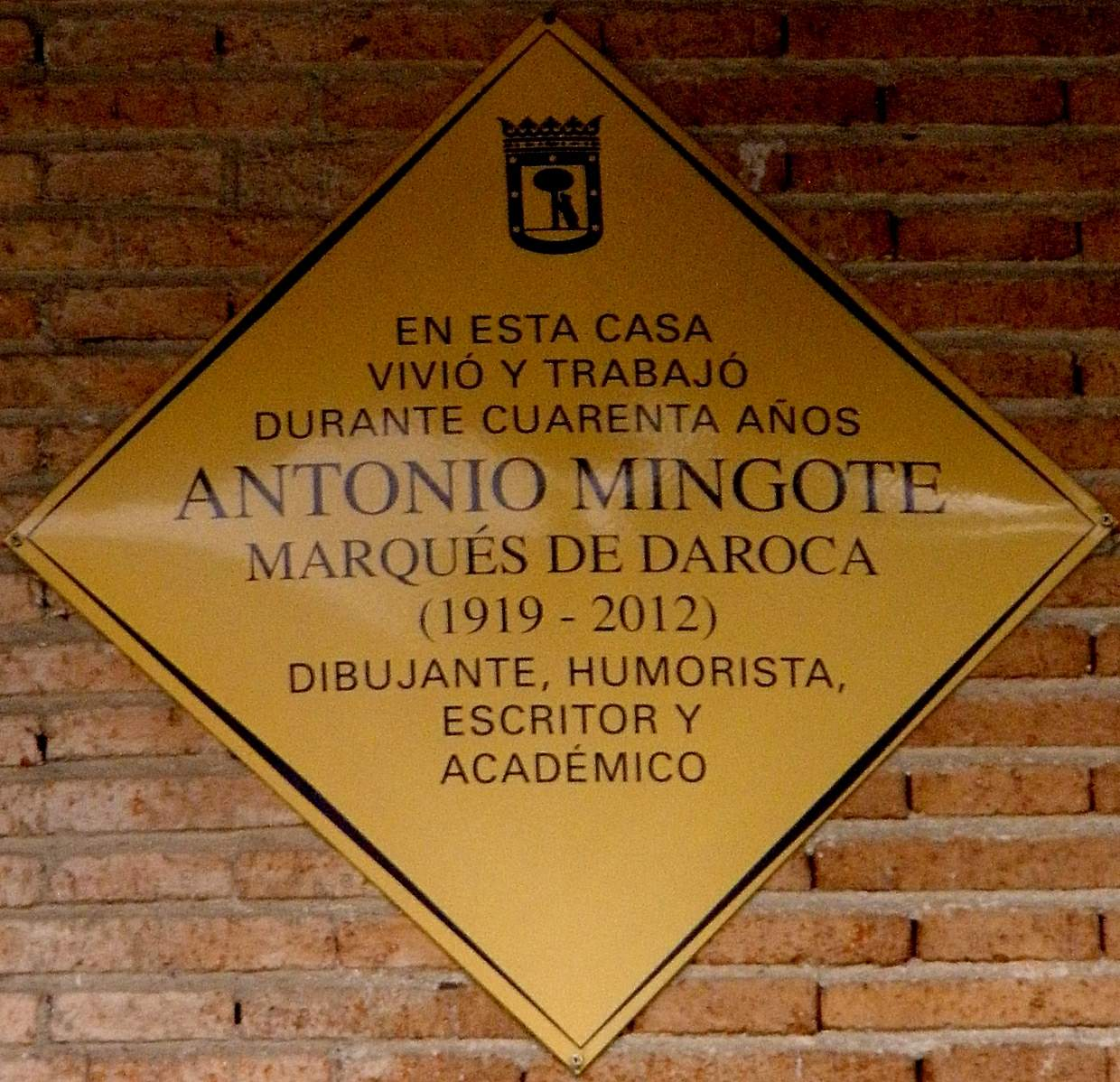
Memorial de Mingote en el portal n.º 10 de la Calle Samaria de Madrid

Antonio Mingote ha recibido numerosos premios y galardones, entre los que se encuentran:
- 1961 Cruz de la Orden de Isabel la Católica
- 1961 Medalla de Oro del Círculo de las Bellas Artes
- 1967 Premio Mingote
- 1979 Premio Juan Palomo, Larra y Víctor de la Serna
- 1980 Premio Nacional de Periodismo[15]
- 1982 Alcalde Honorario del Parque de El Retiro[16]
- 1988 Premio iberoamericano de humor gráfico "Quevedos"
- 1988 Medalla de Oro al Mérito Artístico
- 1989 Premio a la Transparencia (ANFEVI)
- 1995 Medalla de Oro del Ayuntamiento de Madrid
- 1996 Medalla de Oro al Mérito en el Trabajo
- 1997 Orden del Mérito de la Guardia Civil con categoría Cruz de plata
- 1997 Orden de Saurí Primera Clase, máxima distinción del gobierno de Panamá
- 1998 Cartero Honorario de España
- 1998 Ingeniero de Montes de Honor por la Escuela Técnica Superior de Ingenieros de Montes
- 1999 Pluma de oro de El Club de la Escritura
- 2001 Premio "Personalidad"
- 2001 Premio Internacional de Humor Gat Perich
- 2002 Premio Luca de Tena
- 2002 Medalla de Oro de las Bellas Artes
- 2005 Doctor honoris causa por la Universidad de Alcalá de Henares
- 2006 Premio Ciudad de Alcalá de las Artes y las Letras
- 2007 Doctor honoris causa por la Universidad Rey Juan Carlos
- 2009 Fiambrera de Plata del Ateneo de Córdoba
- 2010 Medalla de Oro de la Comunidad de Madrid